# Bengel (Maierhöfen)
Bengel (westallgäuerisch: im Bängəl, n Bängəl nüf; historisch auch Pengel) ist ein Gemeindeteil der Gemeinde Maierhöfen im bayerisch-schwäbischen Landkreis Lindau (Bodensee).

## Geographie
Die Einöde liegt circa zwei Kilometer nordwestlich des Hauptorts Maierhöfen und zählt zur Region Westallgäu.

## Ortsname
Der Ortsname stammt vom Personennamen Bengel oder vom Personenübernamen Bengel, der vom mittelhochdeutschen Wort „bengel“  für „Prügel“ stammt, ab.

## Geschichte
Bengel wurde erstmals im Jahr 1393 mit Anna die Sitzin vom Bengel urkundlich erwähnt. Der Ort gehörte einst zum Gericht Grünenbach in der Herrschaft Bregenz. Später dann bis zum 1. Januar 1935 gehörte die Ortschaft der Gemeinde Gestratz an.